# Оврашко Сергій Миколайович
Сергі́й Микола́йович Овра́шко (1976—2014) — головний сержант 24-го окремого штурмового батальйону «Айдар» Збройних Сил України, учасник російсько-української війни.

## Короткий життєпис
У Борисполі займався будівельним бізнесом. Активний учасник Революції Гідності.
На виборах до ВРУ 2014 року кандидував по виборчому округу в Шепетівці. З початком війни на сході України продав будівельну фірму, закупив військового спорядження, та з батальйоном «Айдар» рушив захищати Батьківщину. Командир розвідувальної роти, 24-й окремий штурмовий батальйон «Айдар». В серпні зазнав важкого поранення, лікувався у військовому клінічному центрі в Києві. Після одужання повернувся на фронт.
18 грудня 2014-го загинув, потрапивши в засідку поблизу міста Щастя — села Старий Айдар, тоді ж поліг Олександр Григолашвілі «Чужий».
Похований у селі Коськів.

## Нагороди та вшанування
За особисту мужність і героїзм, виявлені у захисті державного суверенітету та територіальної цілісності України, вірність військовій присязі під час російсько-української війни
- нагороджений орденом «За мужність» III ступеня (26.2.2015, посмертно).

17 грудня 2015 року рішенням Бориспільської міської ради вулиця Радгоспна в місті Бориспіль перейменована в вулицю Сергія Оврашка.
19 грудня 2015 року в рідному селі Коськів у школі була відкрита меморіальна дошка на честь Сергія Оврашка.
15 лютого 2020 року у м. Бориспіль, на фасаді Будинку культури (вул. Сергія Оврашка 6) відкрито меморіальну дошку.
Вшановується в меморіальному комплексі «Зала пам'яті», в щоденному ранковому церемоніалі 18 грудня.
Сергій Оврашко став прототипом Мамая, головного героя роману «Дума про добровольця» авторства Сергія Деркача.